# Бензильний інтермедіат
Бензильний інтермедіат (рос. бензильный интермедиат, англ. benzylic intermediate) — карбаніон, карбенієвий іон або радикал, формально утворений відщепленням одного гідрона H+, гідрида H- або нейтрального атома H відповідно, від групи СН3 толуену або його заміщених похідних.
Приклад — бензильний радикал С6Н5С•Н2.